# Стренга, Юрис
Юрис Стренга (латыш. Juris Strenga, 13 июня 1937) — советский и латвийский театральный режиссёр, актёр театра и кино. Народный артист Латвийской ССР (1987).

## Биография
Юрис Стренга родился 13 июня 1937 года в Риге. Детство провёл в Кримулде. Учился в Кримулдской семилетней школе. Окончил 1-ю Сигулдскую среднюю школу, Музыкальное училище им. Язепа Мединя с квалификацией хорового дирижёра и учителя пения (1958), театральную студию Рижского художественного театра имени Я. Райниса (1962), режиссёрское отделение театрального факультета Латвийской государственной консерватории (1967).
Актёр (с 1962) и режиссёр (с 1967) Рижского художественного театра имени Я. Райниса (театр «Дайлес»). Снимался в кино. Дебютировал в 1960 году на Одесской киностудии в небольшой роли немецкого матроса, в фильме режиссёра Василия Левина «Сильнее урагана». Среди сыгранных ролей: Дзильупиетис («Афера Цеплиса»), судья Фердинанд («Опознание»), епископ Герфорд («Стрелы Робин Гуда»), главный врач психиатрической клиники («Инспектор Гулл»), Фрэнсис Макнамара («Рафферти»).
Был членом творческих союзов — театрального (с 1965) и работников кино (1986).

## Признание и награды
- Заслуженный артист Латвийской ССР (1978)
- Народный артист Латвийской ССР (1987)
- Офицер ордена Трёх звёзд IV степени (11 апреля 2011, Латвия)[2][3].
- Почётная грамота Президента Латвии (2022)[4].
- Почётная грамота Кабинета Министров Латвии (17 октября 2017 года)[5].

## Творчество

### Роли в театре

#### Театр Дайлес (Художественный театр им. Я. Райниса)

##### Актёр
- 1962 — «Илья Муромец» Райниса — Идол-богатырь
- 1974 — «Варвары» Максима Горького — Монахов
- 1975 — «Бранд» Генрика Ибсена — Бранд
- 1979 — «Шерлок Холмс» Уильяма Джилетта по произведениям Артура Конан Дойла — Мориарти
- 1981 — «Степной волк» Германа Гессе — Гарри Галлер
- 1984 — «Дон Кихот» Мигеля де Сервантеса — Дон Кихот
- 1986 — «Чудной Даука» Судрабу Эджуса — Чужой
- 1987 — «Танец смерти» Юхана Августа Стриндберга — Эдгар
- 1988 — «Последняя ночь Сократа» Стефана Цанева — Сократ
- 1992 — «Росмерсхольм» Генрика Ибсена — Ректор Кролл
- 1998 — «Вишнёвый сад» А. П. Чехова — Фирс
- 2000 — «Женитьба» Н. В. Гоголя — Степан
- 2006 — «Филадельфия, я иду к тебе!» Брайена Фрила — Мик О`Берн
- 2006 — «Другой Шерлок Холмс» мюзикл Раймонда Паулса и Яниса Петерса — Мориарти

##### Режиссёр
- 1970 — «Индраны» Рудольфа Блауманиса
- 1985 — «Суд» Мары Залите
- 1986 — «Царь тёмного чертога» Рабиндраната Тагора
- 2001 — «Мнение Эймии» Дэвида Гера
- 2002 — «Цензура» Мартиньша Зиверта
- 2003 — «Земельный налог» Мары Залите

#### Рижский театр русской драмы
- 1978 — «Земляничная поляна» Ингмара Бергмана — Исак Борг

## Фильмография
- 1960 — Сильнее урагана — немецкий матрос
- 1961 — Спасибо за весну — Андерсонс
- 1966 — Я всё помню, Ричард
- 1967 — Часы капитана Энрико — учитель физкультуры
- 1967 — Сильные духом — немецкий офицер
- 1967 — Когда дождь и ветер стучат в окно
- 1967 — Дышите глубже
- 1968 — 24-25 не возвращается — посетитель ресторана
- 1969 — Да будет жизнь! — фельдфебель
- 1971 — Комитет девятнадцати — Чемберс
- 1972 — Хроника ночи — бортрадист
- 1972 — Геркус Мантас — граф Герман Сарасен
- 1972 — Вот моя деревня — Шерлок Холмс
- 1972 — Таинственное похищение
- 1972 — Афера Цеплиса — Дзильупиетис
- 1973 — Совсем пропащий — Уильям Уилкс
- 1973 — Опознание — судья Фердинанд
- 1974 — Пламя — немец в поезде
- 1974 — Верный друг Санчо — человек на дипломатическом приёме
- 1974 — Ответная мера
- 1975 — Стрелы Робин Гуда — епископ Герфорд
- 1976 — Смерть под парусом — доктор Гудвиг
- 1977 — Отблеск в воде
- 1977 — Красные дипкурьеры — представитель латвийской полиции
- 1977 — Будьте моей тещей! — трубочист
- 1978 — Театр — драматург
- 1978 — Жизнь Бетховена — аббат Аменда
- 1979 — Стакан воды — граф Штауэнбауэр
- 1979 — Инспектор Гулл — главный врач психиатрической клиники
- 1979 — Ждите «Джона Графтона» — Элконен
- 1979 — Голубой карбункул — инспектор
- 1979 — Лицо на мишени — Дженкинс
- 1980 — Рафферти — Фрэнсис Макнамара
- 1980 — Путешествие в рай — пастор Хопке
- 1980 — От Буга до Вислы — Фельдман
- 1980 — Молодость, выпуск 2-й (киноальманах)
- 1980 — Возвращение доктора
- 1980 — Миллионы Ферфакса — Джордж Бернс
- 1981 — На грани веков — Холодкевич
- 1981 — Игра
- 1981 — 20 декабря — Шипов
- 1982 — Самая длинная соломинка — австриец
- 1982 — Никколо Паганини — взрослый Акилло Паганини
- 1982 — Казнить не представляется возможным — Зимберг
- 1982 — Голос памяти
- 1982 — Богач, бедняк — сотрудник крематория
- 1985 — Соучастие в убийстве — Айкинс
- 1985 — Матч состоится в любую погоду — Джордж Витке
- 1985 — Мальчик-с-пальчик — Скупой
- 1985 — Дороги Анны Фирлинг — от автора / скрипач
- 1986 — Первоцвет — муж немки
- 1986 — Лермонтов — Неизвестный
- 1986 — Коронный номер
- 1986 — Золотая цепь — Паркер
- 1986 — Звездочёт — Лемке, ассистент Шмальца
- 1986 — Двойник
- 1987 — Если мы всё это перенесём...
- 1988 — Чужой
- 1988 — Час полнолуния — комендант литовского замка
- 1988 — Генеральная репетиция — Билевич
- 1990 — Наследница «Оборотней»
- 1990 — Благословенная Бухара
- 1991 — Безумная Лори — доктор Стретси
- 1992 — Цена головы
- 1992 — Игра
- 1993 — Чёртовы куклы — Танкидис
- 1995 — Время печали ещё не пришло — Вильман
- 1996 — Рижские девы / Jomfruene i Riga
- 2000 — Русский бунт — Ловец
- 2000 — Каменская-1. Не мешайте палачу — Рифиниус
- 2001 — Непобедимый
- 2005 — Архангел / Archangel — Царёв
- 2010 — Последний Лачплесис / Pēdējais Lāčplēsis — ночной сторож
- 2014 — Джимлай Руди Ралала / Džimlai Rūdi Rallallā
- 2015 — Квест — Яков Брюс